# Vlucht uit Breda
De Vlucht uit Breda (ook wel De Vlucht genoemd) was een grootschalige evacuatie van de 50.000 inwoners van Breda die plaatsvond op 12 mei 1940. Bij deze evacuatie kwamen 104 mensen om het leven.

## Het plan
In 1939 stelde de Bredase burgemeester Bartholomeus van Slobbe een evacuatieplan op voor de stad Breda. Vanuit het Rijk bestonden er reeds evacuatieplannen, maar Breda was hier niet in opgenomen. In het plan van Van Slobbe stond dat de inwoners van Breda ondergebracht zouden worden in nabijgelegen plaatsen. De stad kreeg per wijk een colonneleider toegewezen die als taak kreeg alles in goede banen te leiden.
Van Slobbe had op zaterdag 11 mei 1940 via een wethouder inlichtingen verkregen van Franse officieren in Etten en Breda die spraken over doortrekkende Franse troepen. Breda was gelegen bij de Marklinie, waardoor er kans was op een bloedbad onder de bevolking. Hierdoor achtte Van Slobbe de evacuatie als noodzakelijk. De evacuatie was gepland voor maandag 13 mei. Bewoners moesten om drie uur 's middags klaarstaan om vervolgens gezamenlijk om vier uur te kunnen vertrekken met als bestemming Antwerpen. Onder meer zieken en ouderen zouden als eerste de stad verlaten. Medewerkers van de stedelijke diensten, zoals de brandweer en gemeentereiniging, zouden op dinsdag 14 mei uit de stad vertrekken.
De 50.000 inwoners van Breda werden onderverdeeld in twee colonnes van 25.000 mensen. Een colonne zou geleid worden door wethouder Van Mierlo en werd bijgestaan door evacuatieleider Joseph Meeùs die tevens Stadscommissaris van de Ontruiming was. De andere colonne werd geleid door gemeentesecretaris Van Woensel die werd bijgestaan door evacuatieleider C.J. Asselbergs die het hoofd van de Burgerwacht was. Bij elke colonne zouden enkele vrachtwagens meerijden met etenswaren.

## De vlucht
Vanwege de acute oorlogsdreiging kregen de 50.000 bewoners niet op maandagmiddag, maar op zondagochtend 12 mei 1940, Eerste Pinksterdag, iets na tien uur 's ochtends het bevel de stad te verlaten. Er was burgemeester Van Slobbe medegedeeld dat de stad om tien uur 's ochtends aan de noord- en oostzijde volledig zou worden afgesloten door Franse troepen. Doordat de evacuatie aanvankelijk de dag daarna zou plaatsvinden, ontstond er op de dag van de evacuatie veel chaos onder de bevolking. 

Er is onduidelijkheid over wie het bevel tot evacuatie gegeven heeft. Mogelijk kwam dit bevel van burgemeester Van Slobbe of van de Franse troepen. De vrachtwagens en auto's die zouden meerijden met de colonnes waren door Franse en Nederlandse troepen in beslag genomen. Van Slobbe schreef hierover:
Vreeselijk, Onmiddellijke evacuatie niet op gerekend, bovendien, alle auto’s gestolen. Nog niet bekend gemaakt. Ouden v.dagen en zieken nog niet weg. Heele regeling moet veranderd worden. Besloten zieken naar Ignatius te sturen, daar er geen auto’s zijn om ze weg te brengen. Ouden van dagen, voor zoover ze nog hier zijn, naar Gasthuis op de Haagdijk. Wijkleiders zeggen onmiddellijk groepen op te laten stellen en wegtrekken. Zooveel mogelijk met fietsen weg. Gevangenen met menschen mee. Moeten zich later melden. Diensten ook allemaal weg. Kan niemand hier blijven. Wagens met eten kunnen niet mee. Geen tijd en bovendien geen wagens. Toestand buitengewoon vervelend, groote kans dat alles spaak loopt. Probeeren zooveel mogelijk te doen, zooals werkelijke evacuatie gedacht.

### Colonne Van Mierlo
Ongeveer 25.000 mensen vertrokken onder leiding van wethouder Van Mierlo te voet, per fiets of met de kar richting Zundert en Achtmaal. De route die zij namen was niet ideaal, aangezien in dit deel van Brabant al veel werd gevochten tussen Franse en Duitse troepen. De colonne werd regelmatig beschoten door Duitse vliegtuigen waardoor er veertig doden vielen. De vluchtelingen vonden in de dorpen Zundert, Achtmaal en Rijsbergen onderdak. Nadat Breda zich had overgegeven en er was onderhandeld met de Duitse bezetter, keerde de colonne terug naar huis.

### Colonne Van Woensel

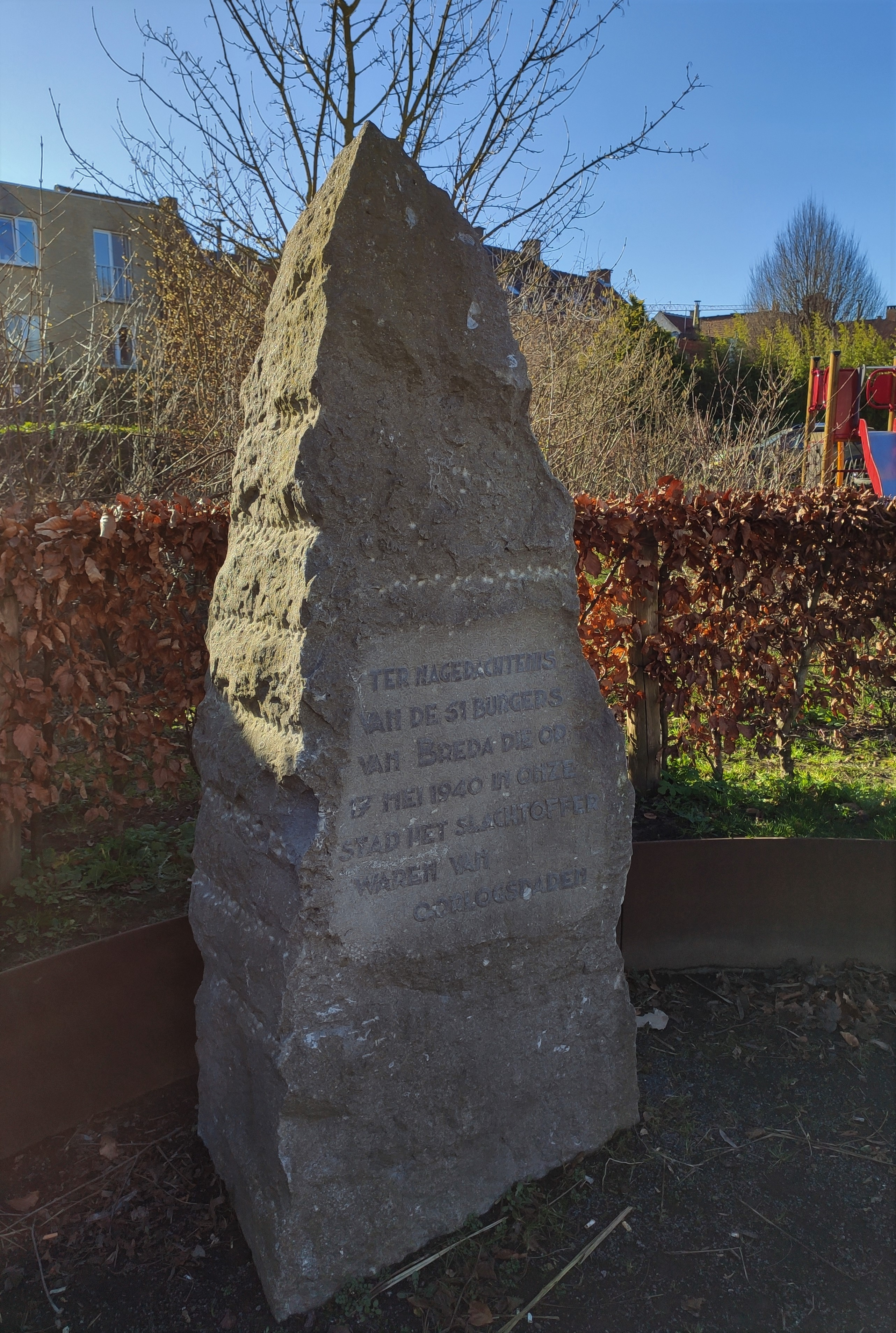
Monument voor de burgers van Breda die gestorven zijn tijdens het bombardement van Sint-Niklaas.

De andere colonne vertrok onder leiding van gemeentesecretaris Van Woensel richting Antwerpen via Hoogstraten. Burgemeester Van Slobbe was op zondagochtend naar Antwerpen vertrokken en had aldaar met het Antwerpse gemeentebestuur en burgemeester Camille Huysmans afspraken gemaakt over de opvang van de Bredase vluchtelingen.
In Hoogstraten bleek dat de stad niet was voorbereid op de grote toestroom van vluchtelingen. Mensen werden ondergebracht in scholen, kerken, schuren en cafés. Hierna trok de colonne door richting Antwerpen. Op 13 mei waren er zware gevechten langs het Albertkanaal waar de colonne passeerde. Naast veel Nederlandse vluchtelingen waren er in Antwerpen ook veel Belgische vluchtelingen. Een deel van hen werd daarom doorgestuurd naar andere plaatsen zoals Sint-Niklaas, Gent, Brugge en Zeeuws-Vlaanderen. Doordat er hevige gevechten plaatsvonden rond Antwerpen, kwamen veel vluchtelingen vast te zitten tussen de gevechten. Na de val van Antwerpen op 18 mei 1940 werd een deel van de Bredase vluchtelingen gerepatrieerd.
Door het naar het zuiden oprukkende front was een deel van de colonne vluchtelingen echter al doorgereisd naar de Belgische stad Sint-Niklaas. De meisjesschool waarin zij waren ondergebracht werd op 17 mei 1940 gebombardeerd. Bij dit bombardement kwam 51 Bredase vluchtelingen en tientallen Belgen om het leven.
Een deel van de vluchtelingen trok, samen met Belgische en Franse vluchtelingen, door België heen naar Zuid-Frankrijk en het noorden van Spanje. Onder meer de leerlingen en catechisten van de katholieke opleiding voor dienstbodes van kasteel Bouvigne bij Breda reisden tot in de Pyreneeën.

## Repatriëring
Nadat Breda zich op 13 mei 1940 had overgegeven, was het mogelijk voor de bewoners van Breda terug te keren naar hun stad. Doordat veel vluchtelingen in België en Frankrijk terecht waren gekomen, was het noodzakelijk een repatriëringsactie te organiseren. Eind mei 1940 werd een commissie opgericht om de vluchtelingen te lokaliseren en repatriëren. Op 1 juni 1940 waren 4800 vluchtelingen nog niet teruggekeerd naar Breda.
Evacuatieleider Joseph Meeùs vroeg Arthur Seyss-Inquart om hulp bij het terughalen van de vluchtelingen. Ook Meinoud Rost van Tonningen raakte betrokken bij de repatriëring. Ongeveer 2000 vluchtelingen werden met bussen teruggebracht naar Breda. Op 10 februari 1941 werden de laatste vluchtelingen gerepatrieerd.

## Kunst
Naar aanleiding van de vlucht uit Breda werd in 1955 een standbeeld onthuld met de naam De Vlucht dat werd gemaakt door Hein Koreman. Dit standbeeld is sinds 1999 te zien in het stadspark Valkenberg in Breda. Jaarlijks worden bij de Nationale Dodenherdenking bloemen gelegd bij het beeld.
In Sint-Niklaas, waar het bombardement op de meisjesschool plaatsvond, staat sinds 1957 een standbeeld om de slachtoffers te herdenken.

In 2020 werd een muurschildering van TelmoMiel onthuld genaamd De vlucht uit Breda. De muurschildering bevindt zich aan de Tuinzigtlaan 22 in Breda.

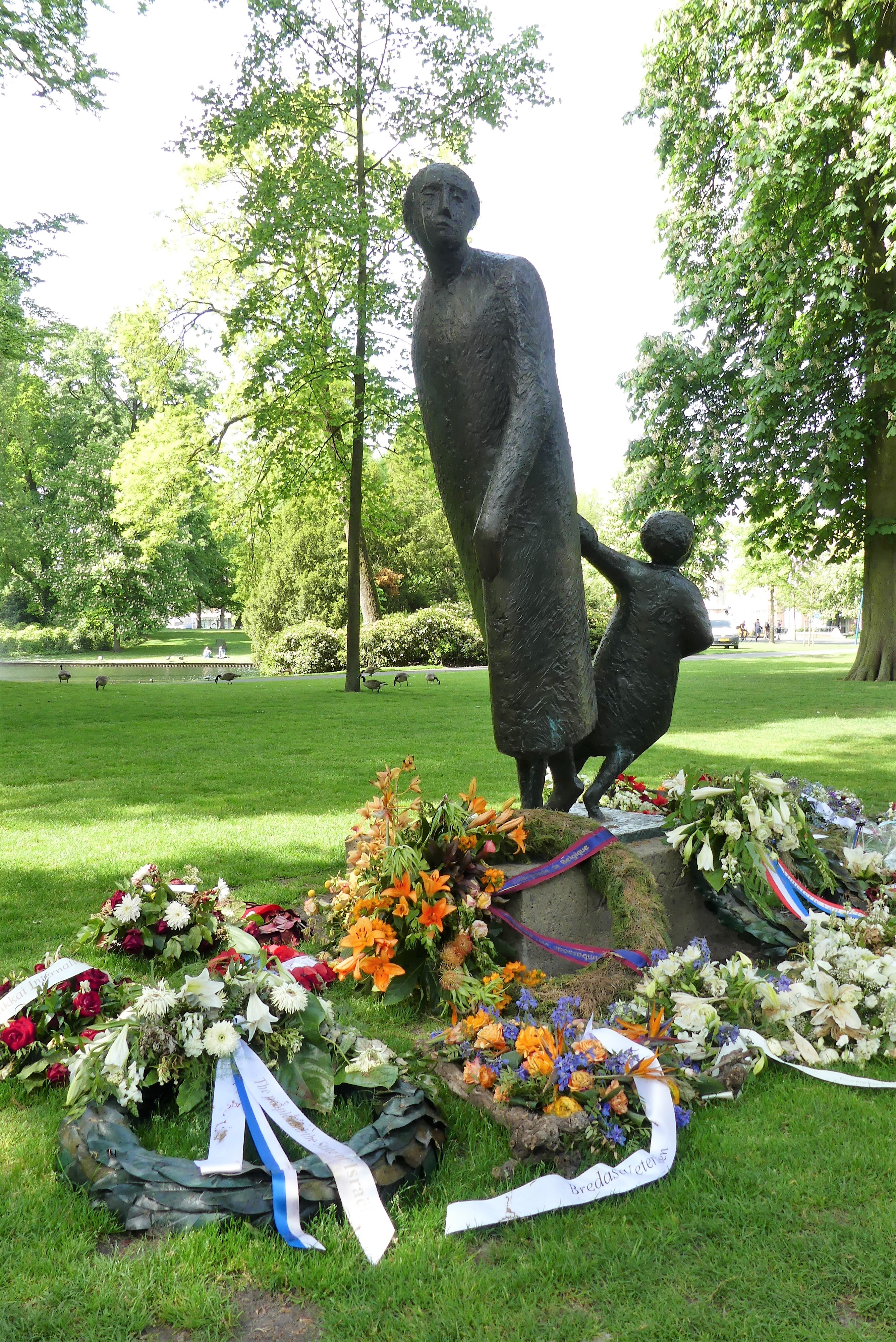
De Vlucht (1955), Hein Koreman
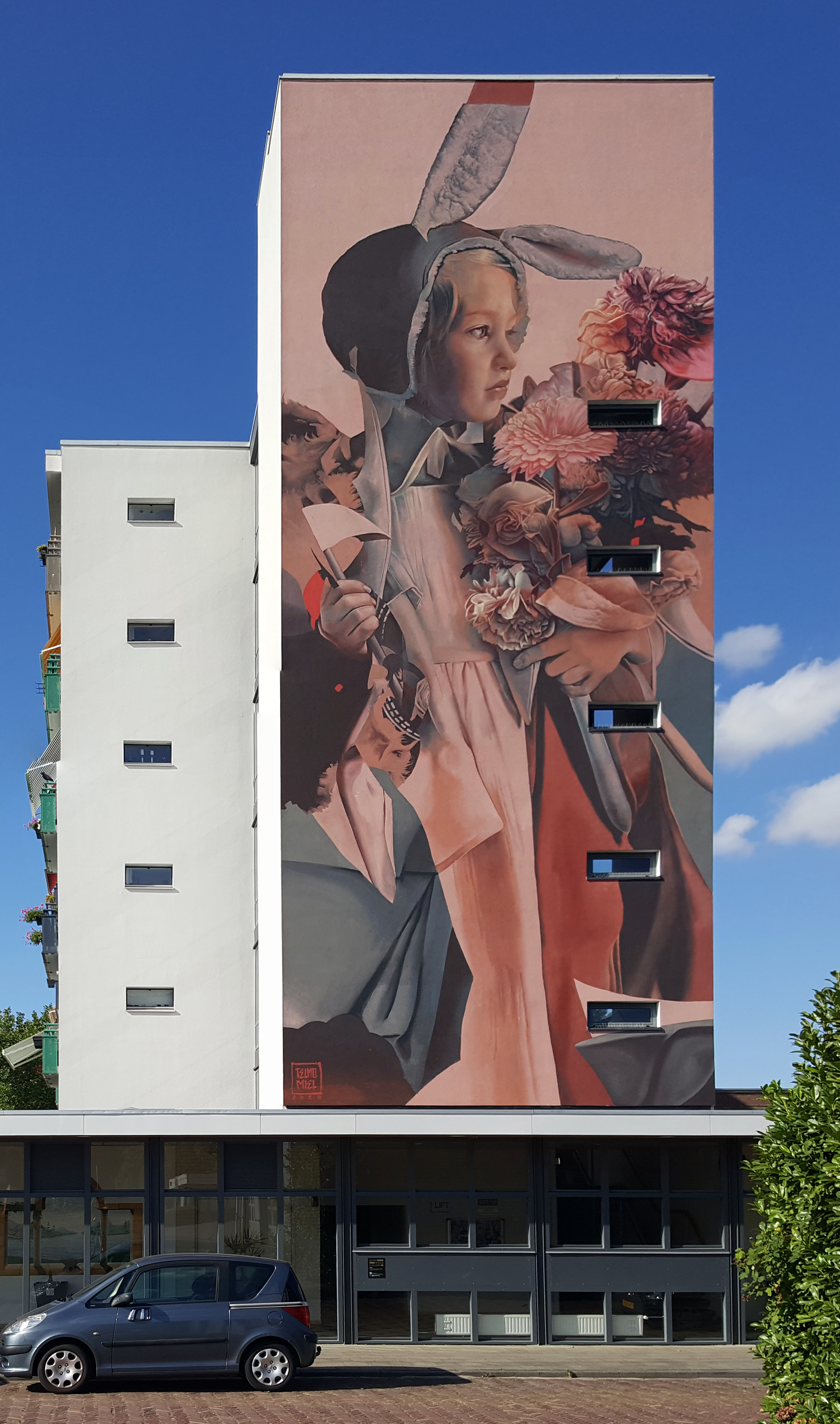
De Vlucht uit Breda (2020), TelmoMiel